# Dragon Runner
Dragon Runner — Робот-разведчик.
Разработкой робота занимались специалисты из Национального исследовательского технического центра робототехники (National Robotics Engineering Center) и Университета Карнеги-Меллона (США). Заказчиком робот выступил Пентагон. Первое боевое крещение аппарат получил в ходе военной операции в Ираке в мае 2007 года. Выпускается в двух версиях, в военном варианте, и в компактной гражданской версии.
- Производитель: разработан компанией QinetiQ (Соединённые Штаты Америки)
- Ввод в эксплуатацию: 2003 г.
- Максимальная скорость движения: до 10км/ч;
- Длина: 23см
- Ширина: 20см
- Высота: 7,5см